# Emil Matthews
Emil Julius Otto Matthews (* 23. August 1895 in Dunkelsdorf; † unbekannt) war ein deutscher Bauarbeiter und Politiker (KPD). Er war von Juni bis November 1946 Minister für Gesundheitswesen des Landes Schleswig-Holstein.

## Abgeordneter
Er gehörte von Februar bis November 1946 dem ersten ernannten Landtag von Schleswig-Holstein an. Hier war er Vorsitzender des Ausschusses für Gesundheitswesen.

## Öffentliche Ämter
Vom 12. Juni bis zum 22. November 1946 gehörte er als Vorsitzender des Hauptausschusses für Gesundheitswesen der von Theodor Steltzer geleiteten Regierung von Schleswig-Holstein an.